# Northlane
Northlane is een Australische metalcoreband afkomstig uit Sydney, New South Wales.

## Biografie
De band werd opgericht in 2009 door gitarist Jon Deiley, drummer Brendan Derby, zanger Adrian Fitipaldes, bassist Alex Milovic en slaggitarist Josh Smith. De bandleden hebben elkaar ontmoet via het internet en hebben hun naam ontleent aan het nummer North Lane van de Britse metalcoreband Architects. In januari 2010 brachten ze hun eerste EP, Hollow Existence uit. ter promotie toerde de band de rest van het jaar door Australië.
In 2011 tekenden ze vervolgens een platencontract bij UNFD Records dat hen hielp in november dat jaar hun debuutalbum, Discoveries, op de markt te brengen. Na een nieuwe tour door Australië, mocht de band mee als voorprogramma van bands als August Burns Red en Parkway Drive. In 2011 toerde de band door Canada met Counterparts en Stray from the Path, waarna ze later dat jaar ook mee mochten op de Australische versie van de Atlas Tour van Parkway Drive.
Begin 2013 toerde de band extensief door Australië met bands als In Hearts Wake en ze deden meerdere festivals aan, waarna ze op 22 maart hun tweede album, Singularity, uitbrachten, dat uiteindelijk zou pieken op een derde plaats in de Australische hitlijsten. Na eerst ter promotie door Australië getoerd te hebben, ging de band ook voor het eerst naar de Verenigde Staten. Hier deelden zij het podium met bands als Veil of Maya, Structures, Of Mice & Men en Bring Me the Horizon. In maart en april van 2014 was de band het voorprogramma van de Europese tour van Architects. In mei organiseerden ze in Australië de eerste editie van hun eigen festival, FREE YOUR MIND. Later dat jaar werd bekendgemaakt dat Fitipaldes de band vanwege gezondheidsproblemen moest verlaten. Ze kondigden aan dat ze middels digitale audities op zoek zouden gaan naar een nieuwe zanger. Uiteindelijk bleek Marcus Bridge de gelukkige.
Op 24 juli 2015 bracht de band haar door Will Putney geproduceerde derde album uit, Node getiteld. Dit album bereikte een eerste plaats in de Australische hitlijsten en sleepte een eerste prijs in de wacht bij de ARIA Music Awards of 2015 in de categorie Best Hard Rock or Heavy Metal Album, een prijs die ze in 2017 en 2019 opnieuw zouden winnen.
Op 20 april 2016 bracht de band samen met In Hearts Wake de EP Equinox uit, waarna ze samen gingen toeren ter promotie. Zo stonden ze onder andere op het Impericon Festival te Oberhausen. Deze shows hadden een sterk activistisch karakter. Op 16 maart 2017 zette de band een soort digitale speurtocht uit via haar sociale media, die fans uiteindelijk naar de website nl6633.com leidde, waar zij video's te zien kregen van de band in de studio. Een releasedatum werd echter nog niet bekendgemaakt. Een paar dagen later, op 24 maart, dropte de band echter al hun vierde album Mesmer zonder verdere aankondiging vooraf. De rest van het jaar spendeerde de band veelal toerend, waarbij ze onder andere Canada, Zuid-Amerika, Europa en Australië aan deden.
Op 6 september 2018 maakte bassist bassist Alex Milovic bekend de band te verlaten. Hij werd vervangen door Brendon Padjasek (ex-Structures). Op 30 april 2019 werd de eerste single van het vijfde album gepubliceerd, begeleid door een muziekvideo, die de gewelddadige jeugd van Marcus Bridge schetst. Op 2 augustus datzelfde jaar verschijnt vervolgens Alien, dat op een derde plaats piekte in de Australische hitlijsten. Van oktober tot en met december van 2019 toerde de band door Australië en Europa met de Alien World Tour. Het voorprogramma werd verzorgd door Void of Vision, Counterparts en Silent Planet.

## Personele bezetting
Huidige leden
- Jon Deiley – leidende gitaar (2009–heden); drums, percussie (2009–2010)
- Josh Smith – slaggitaar (2009–heden)
- Nic Pettersen – drums, percussie (2010–heden)
- Marcus Bridge – leidende zang (2014–heden)
- Brendon Padjasek – bas, achtergrondzang  (2018–heden)

Voormalige leden
- Brendan Derby – drums, percussie (2009)
- Simon Anderson – bas (2009–2011)
- Adrian Fitipaldes – leidende zang (2009–2014)
- Alex Milovic – bas (2009, 2011–2018)
- Mitchell Collier – drums, percussie (2010)

Tijdlijn

## Discografie
Studioalbums
| Titel                                                                               | Album details | Hoogste notering in de hitlijsten | Hoogste notering in de hitlijsten | Hoogste notering in de hitlijsten | Hoogste notering in de hitlijsten |
| Titel                                                                               | Album details | AUS                               | US                                | US Heat                           | UK                                |
| ----------------------------------------------------------------------------------- | --- | --------------------------------- | --------------------------------- | --------------------------------- | --------------------------------- |
| Discoveries                                                                         | - Uitgebracht: 11 november 2011 - Label: UNFD, Distort - Drager: cd, digitale download, streaming                             | 85                                | —                                 | —                                 | —                                 |
| Singularity                                                                         | - Uitgebracht: 22 maart 2013 - Label: UNFD, Distort, Rise Records - Drager: cd, digitale download, streaming                  | 3                                 | —                                 | —                                 | —                                 |
| Node                                                                                | - Uitgebracht: 24 juli 2015 - Label: UNFD, Distort, Rise, New Damage - Drager: cd, lp, cassette, digitale download, streaming | 1                                 | 195                               | 2                                 | 92                                |
| Mesmer                                                                              | - Uitgebracht: 24 maart 2017 - Label: UNFD, Rise - Drager: cd, lp, cassette, digitale download, streaming                     | 3                                 | —                                 | 11                                | —                                 |
| Alien                                                                               | - Uitgebracht: 2 augustus 2019 - Label: UNFD, Rise - Drager: cd, lp, cassette, digitale download, streaming                   | 3                                 | 92                                | 6                                 | 6                                 |
| "—" geeft aan dat een album geen notering heeft behaald in desbetreffende hitlijst. | |                                   |                                   |                                   |                                   |

Ep's
| Titel                                                                            | EP details                                                                                          | Hoogste notering in de Australische hitlijsten |
| Titel                                                                            | EP details                                                                                          | AUS                                            |
| -------------------------------------------------------------------------------- | --------------------------------------------------------------------------------------------------- | ---------------------------------------------- |
| Hollow Existence                                                                 | - Uitgebracht: 17 januari 2010 - Label: Onafhankelijk uitgebracht - Drager: cd-r, digitale download | —                                              |
| Equinox (met In Hearts Wake)                                                     | - Uitgebracht: 20 april 2016 - Label: UNFD - Drager: EP, digitale download, streaming               | 75                                             |
| "—" geeft aan dat een EP geen notering heeft behaald in desbetreffende hitlijst. | |                                                |